# مگان کانینگهام
مگان کانینگهام (انگلیسی: Megan Cunningham؛ زادهٔ ۱۴ ژوئیهٔ ۱۹۹۵) بازیکن فوتبال اهل بریتانیا است.
وی همچنین در تیم‌های ملی فوتبال Scotland women's national under-17 football team, Scotland women's national under-19 football team، و زنان اسکاتلند بازی کرده‌است.